# さくらんぼ東根駅

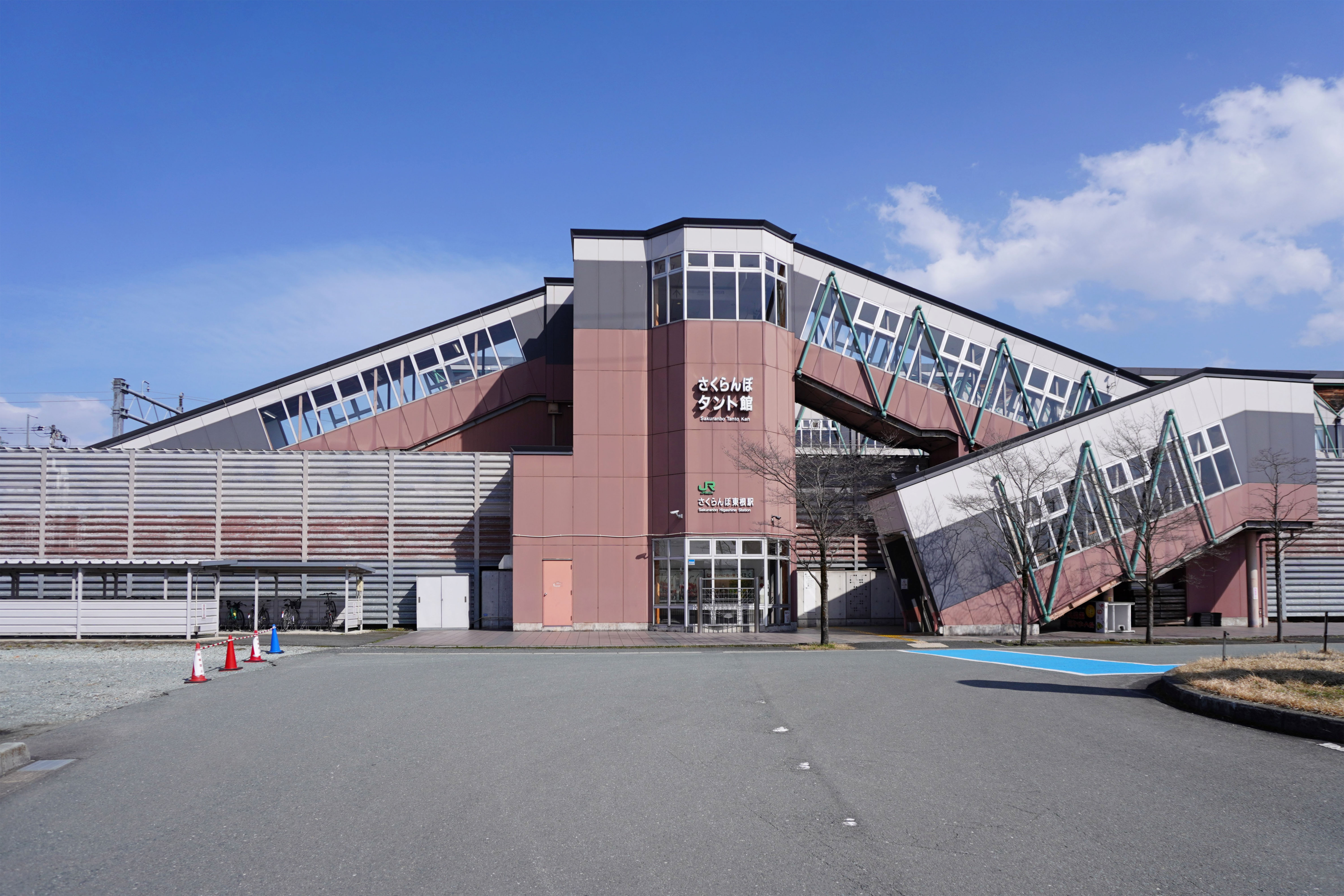
西口（2024年3月）

さくらんぼ東根駅（さくらんぼひがしねえき）は、山形県東根市さくらんぼ駅前1丁目にある、東日本旅客鉄道（JR東日本）の奥羽本線（山形線）の駅。

## 歴史

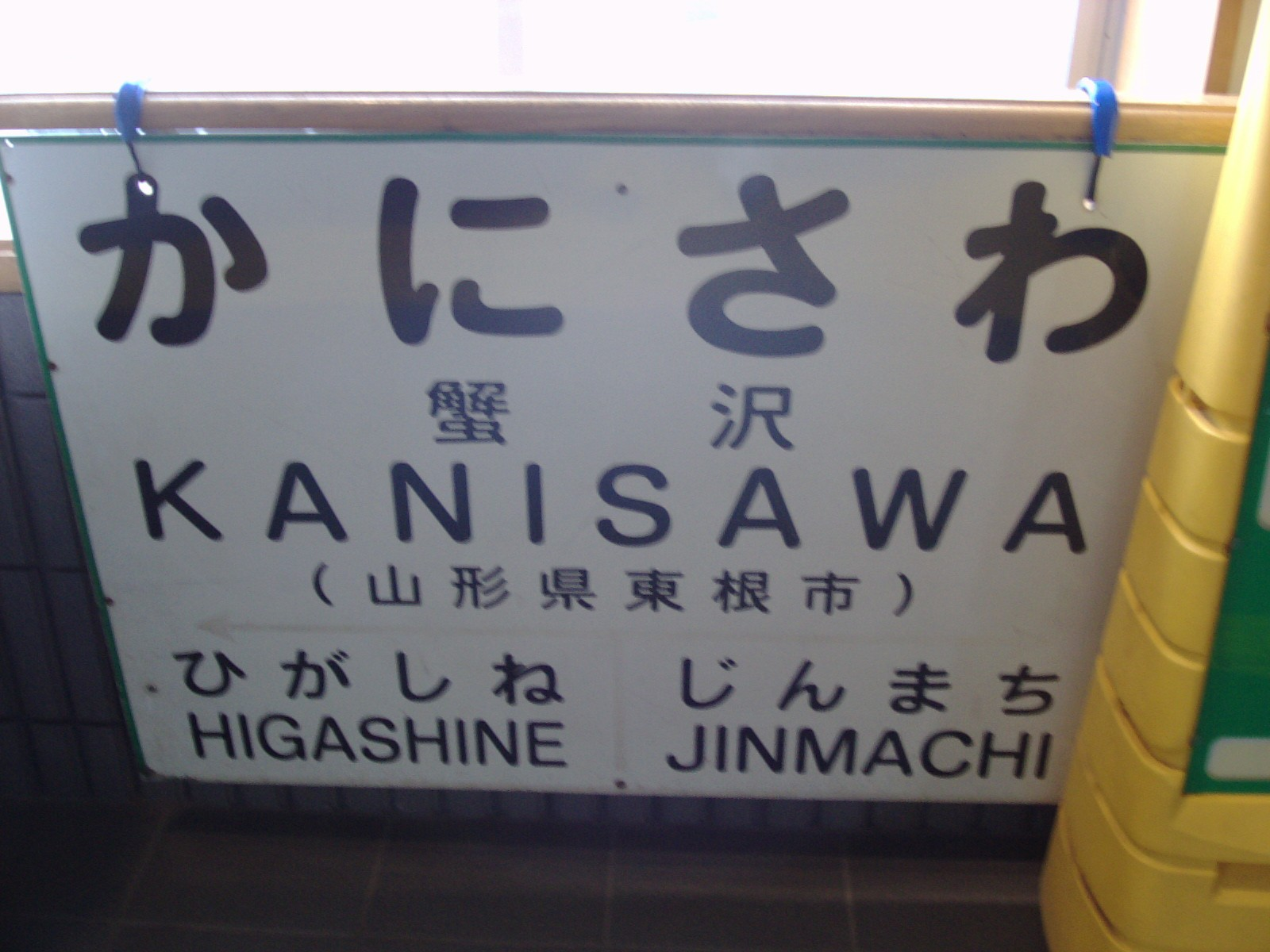
駅舎2階に保存されている蟹沢駅時代の駅名標（2004年3月）

現在の奥羽本線の前身、奥羽南線が1901年（明治34年）に山形駅から楯岡駅（現・村山駅）まで延伸し、東根町（当時）内にも駅が設けられることとなったが、大日本帝国陸軍神町基地（現：山形空港、陸上自衛隊神町駐屯地）の最寄りになる神町駅だけで、市の中心部からは南に外れた位置であった。その後、要望の高まりを受けて1911年（明治44年）に東根駅が新設されたが、開業前年に東根温泉が湧出したこともあって、こちらも中心部から北に外れた温泉に近い場所に作られた。
第二次大戦後の1954年（昭和29年）に入ると、神町駅と東根駅の中間に蟹沢駅（かにさわえき）が設置されたが、当時は簡素な無人駅であった。
その後、山形新幹線の新庄延伸決定と前後して、東根市では新市街地形成を図るための、大規模な土地区画整理事業が推進されることとなり、その核施設として蟹沢駅を福島方に約1 km移設・整備した新幹線停車駅とすることになり、1999年（平成11年）に移転の上改称し開業した。

### 年表
- 1954年（昭和29年）12月1日：日本国有鉄道（国鉄）奥羽本線の蟹沢駅として、神町駅 - 東根駅間（福島起点109 km 550 m地点、施設キロ[2]）に新設開業[3][4]。
- 1987年（昭和62年）4月1日：国鉄分割民営化により、東日本旅客鉄道の駅となる[3]。
- 1999年（平成11年）
  - 1月29日：移転後の駅名が発表[報道 1]。
  - 3月12日：山形新幹線新庄延伸工事のため休止。
  - 12月4日：同日の山形新幹線新庄延伸に伴い福島起点108 km 620 m地点（施設キロ）に移転[2]。さくらんぼ東根駅に改称し営業を再開[報道 1][報道 2]。当駅に交換設備を新設したため、神町駅と東根駅の交換設備を当駅に統廃合し廃止[2]。
- 2004年（平成16年）4月1日：待合室とみどりの窓口を改築。同時にびゅう旅センターを開設。
- 2007年（平成19年）3月：指定席券売機を導入。
- 2011年（平成23年）
  - 3月11日 - 3月22日：東日本大震災の影響で休業。
  - 4月8日 - 4月10日：東日本大震災の余震に伴い休業。
- 2015年（平成27年）4月1日：業務委託化[4]。さくらんぼ東根駅長・助役が廃止される。
- 2020年（令和2年）3月14日：新幹線eチケットサービスを開始[報道 3]。
- 2021年（令和3年）3月13日：タッチでGo!新幹線のサービスを開始[注 1][報道 6]。
- 2024年（令和6年）
  - 3月16日：奥羽本線でICカード「Suica」が利用可能となる[報道 7][報道 8]。
  - 10月1日：えきねっとQチケのサービスを開始[1][報道 9]。

### 駅名の由来
東根市がサクランボの収穫量日本一であることにちなみ、自治体側の要望から「さくらんぼ」と自治体名の「東根」を合わせた駅名としている。

## 駅構造
相対式ホーム2面2線を有する地上駅である。1番線ホーム中央には、冷暖房完備の待合室が設置されている。また、1番線・2番線の上下線両方に出発信号機が設置されており、団体臨時列車などが当駅で折り返し運転を行うことがある。
駅舎は3階建てで主に東口側に建っている。駅舎の北側は、1階には待合所と売店兼食堂、3階には改札口などJRの施設と跨線橋（改札内・改札外）がある。2階部分は大きな吹抜けの階段となっている。南側は市の施設が入っており、1階には東根市観光物産協会（駅レンタカー業務も取り扱う）、2階にはコワーキングスペース「C&C ひがしね」、3階には公益社団法人東根市シルバー人材センターがある。改札口の前に自動券売機が設置され、出札口は一人の職員が出札係と改札係を兼ねることが出来る構造である。
山形駅管理の業務委託駅（JR東日本東北総合サービスに委託）。みどりの窓口、自動券売機、指定席券売機、山形新幹線用Suica・えきねっとQチケ改札機、山形線用簡易Suica改札機、待合室が設けられている。なお、えきねっとQチケを利用する場合は、山形新幹線では改札機にQRコードをかざす一方、山形線では改札窓口にいる係員へQRコードを提示する必要がある。以前はびゅう旅センターも設置されていた。直営駅時代は管理駅で、神町駅と東根駅を管理下に置いていた。
エレベーターが全部で4基設置され、西口と跨線橋（改札外）・跨線橋（改札内）と1番線・跨線橋（改札内）と2番線・東口駅舎の各階をそれぞれ結んでいる。

### のりば
| 番線 | 路線                | 方向 | 行先                             |
| ---- | ------------------- | ---- | -------------------------------- |
| 1    | ■山形新幹線 ■山形線 | 上り | 天童・山形・米沢・福島・東京方面 |
| 2    | ■山形新幹線 ■山形線 | 下り | 村山・新庄方面                   |

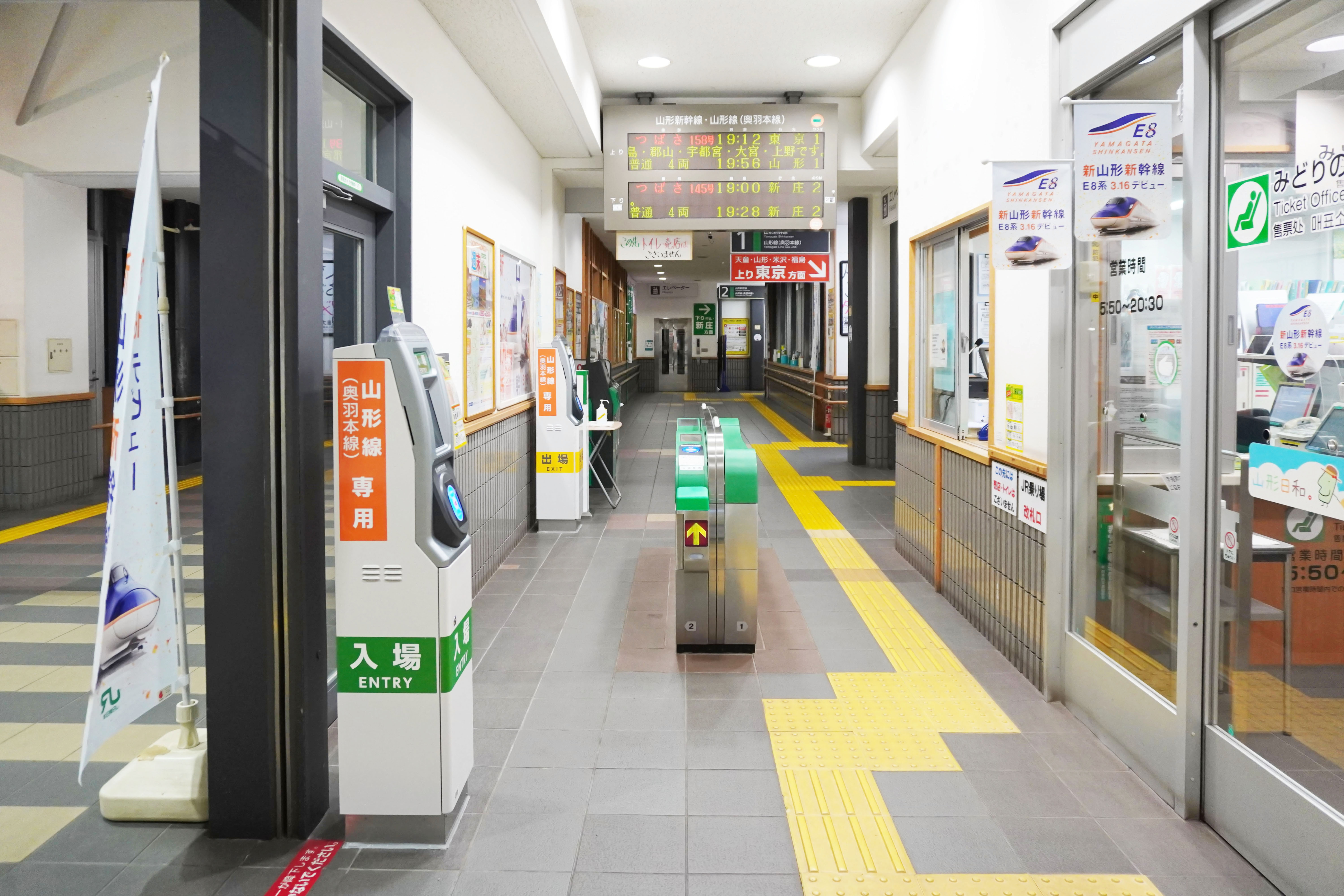
改札口（2024年3月）
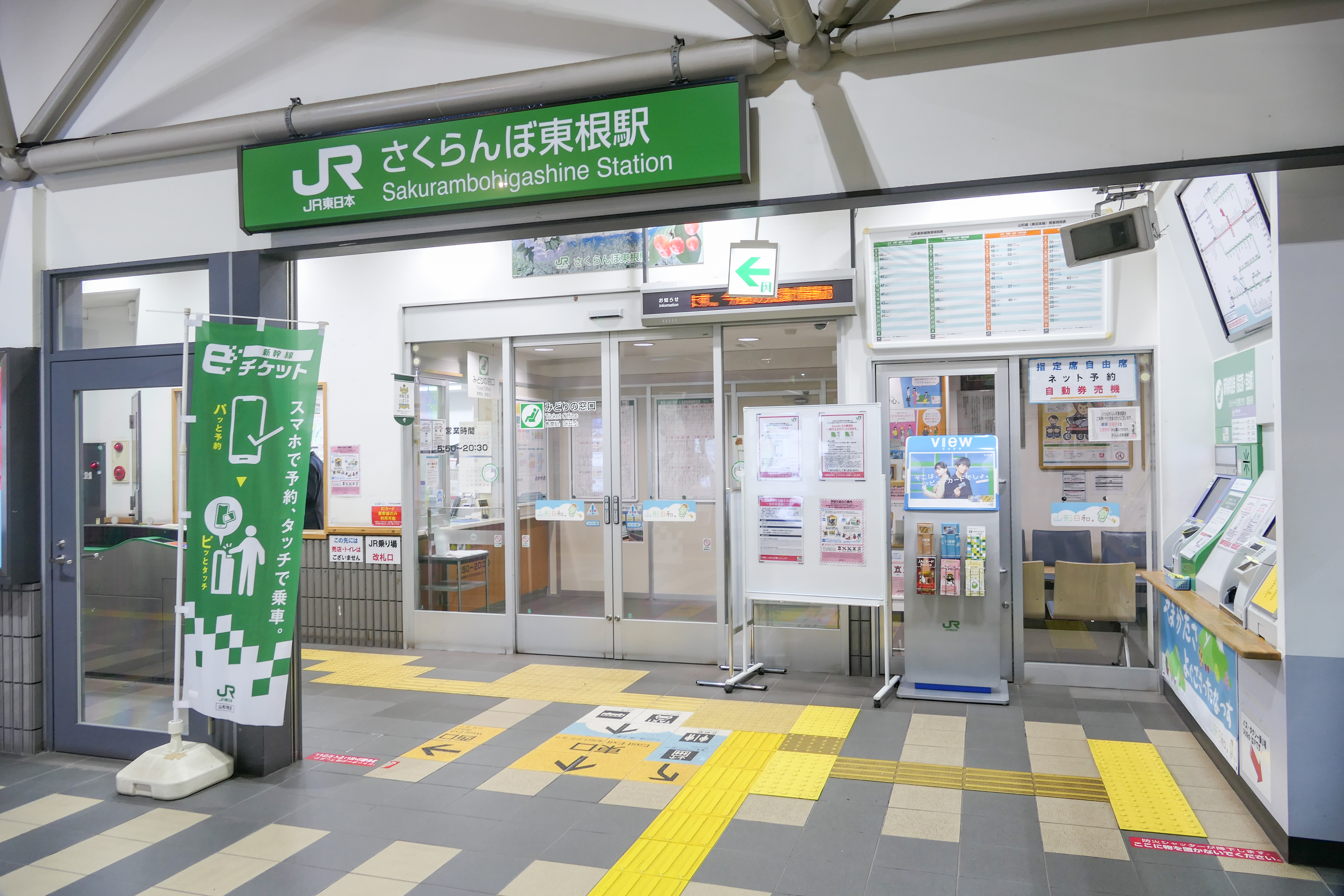
切符売り場（2023年11月）
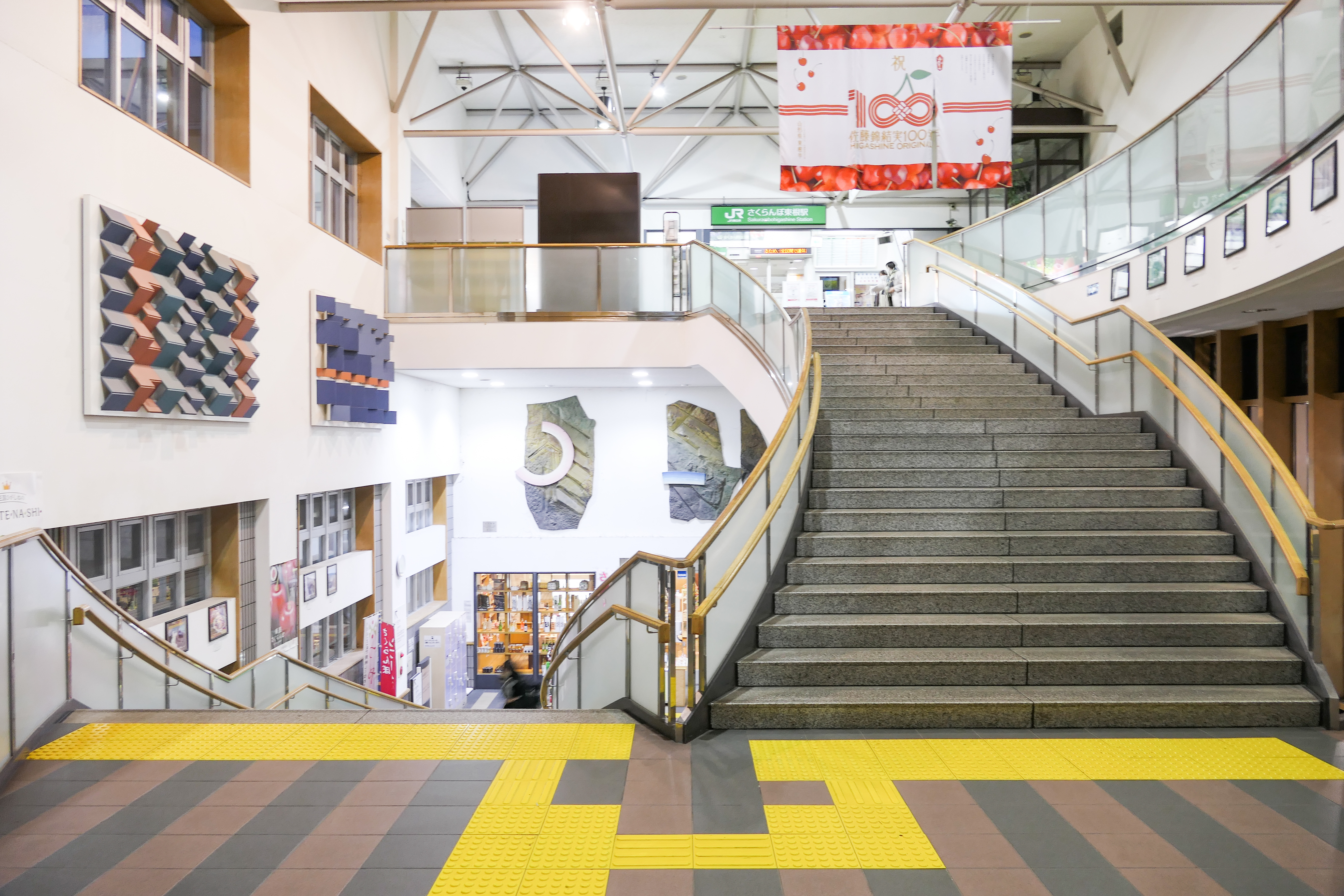
駅舎内部（2023年11月）
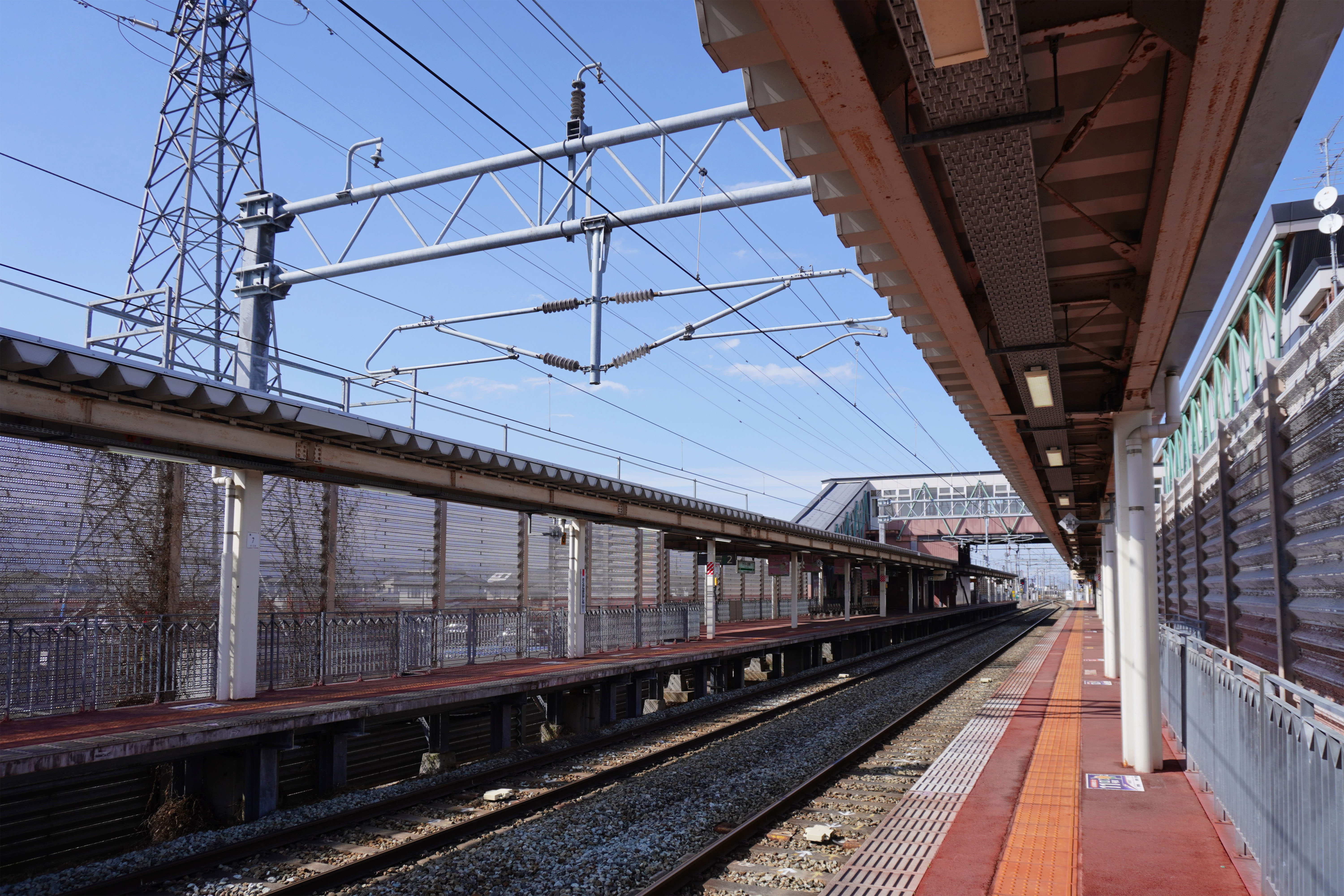
ホーム（2024年3月）

## 利用状況
JR東日本によると、2023年度（令和5年度）の1日平均乗車人員は1,362人である。なお、駅設置にあたっては、約1,300人の乗降を見込んでいた。
2000年度（平成12年度）以降の推移は以下のとおりである。
| 1日平均乗車人員推移 | 1日平均乗車人員推移 | 1日平均乗車人員推移 | 1日平均乗車人員推移 | 1日平均乗車人員推移 |
| 年度                | 定期外              | 定期                | 合計                | 出典                |
| ------------------- | ------------------- | ------------------- | ------------------- | ------------------- |
| 2000年（平成12年）  |                     |                     | 1,011               | [ 利用客数 2 ]      |
| 2001年（平成13年）  |                     |                     | 1,121               | [ 利用客数 3 ]      |
| 2002年（平成14年）  |                     |                     | 1,202               | [ 利用客数 4 ]      |
| 2003年（平成15年）  |                     |                     | 1,219               | [ 利用客数 5 ]      |
| 2004年（平成16年）  |                     |                     | 1,187               | [ 利用客数 6 ]      |
| 2005年（平成17年）  |                     |                     | 1,161               | [ 利用客数 7 ]      |
| 2006年（平成18年）  |                     |                     | 1,157               | [ 利用客数 8 ]      |
| 2007年（平成19年）  |                     |                     | 1,191               | [ 利用客数 9 ]      |
| 2008年（平成20年）  |                     |                     | 1,170               | [ 利用客数 10 ]     |
| 2009年（平成21年）  |                     |                     | 1,119               | [ 利用客数 11 ]     |
| 2010年（平成22年）  |                     |                     | 1,144               | [ 利用客数 12 ]     |
| 2011年（平成23年）  |                     |                     | 1,152               | [ 利用客数 13 ]     |
| 2012年（平成24年）  | 418                 | 763                 | 1,182               | [ 利用客数 14 ]     |
| 2013年（平成25年）  | 416                 | 790                 | 1,207               | [ 利用客数 15 ]     |
| 2014年（平成26年）  | 390                 | 588                 | 978                 | [ 利用客数 16 ]     |
| 2015年（平成27年）  | 385                 | 653                 | 1,039               | [ 利用客数 17 ]     |
| 2016年（平成28年）  | 395                 | 887                 | 1,282               | [ 利用客数 18 ]     |
| 2017年（平成29年）  | 396                 | 955                 | 1,351               | [ 利用客数 19 ]     |
| 2018年（平成30年）  | 401                 | 961                 | 1,363               | [ 利用客数 20 ]     |
| 2019年（令和元年）  | 384                 | 982                 | 1,367               | [ 利用客数 21 ]     |
| 2020年（令和02年）  | 164                 | 885                 | 1,049               | [ 利用客数 22 ]     |
| 2021年（令和03年）  | 194                 | 942                 | 1,136               | [ 利用客数 23 ]     |
| 2022年（令和04年）  | 270                 | 953                 | 1,224               | [ 利用客数 24 ]     |
| 2023年（令和05年）  | 339                 | 1,022               | 1,362               | [ 利用客数 1 ]      |

## 駅周辺
周辺は東根市の中心部に当たり、駅の東側には市役所などの市の機関や銀行、郊外型の小売店などがある。
東口の駅前には駅前広場があり、山交バスや市民バス、タクシーなどが発着する。東口から東側の市役所方面へは広い歩道が続く。
- 山形県立東桜学館中学校・高等学校
- 東根市立東根中部小学校
- 山形空港
- 国道13号
- 国道287号
- スーパーホテル山形・さくらんぼ東根駅前
- イオン東根店
  - セリアイオン東根店
- ヨークベニマル東根店
- 業務スーパー東根店
- おーばんさくらんぼ東根店
- フォーラム東根（映画館）

## バス路線
東口ロータリーにさくらんぼ東根駅前バス停が設置されており、以下の路線バスおよび高速バスが運行されている。
- 山交バス - 仙台方面および新庄方面（特急48ライナー）、東京方面（TOKYOサンライズ号）
- 東根市市民バス - 北部循環、休石、谷地方面
- 河北町路線バス

このほか、山形空港との間に予約制乗合タクシー「空港ライナー」の運行がある。

## 隣の駅
東日本旅客鉄道（JR東日本）
■山形新幹線
天童駅 - さくらんぼ東根駅 - 村山駅
■山形線（奥羽本線）
神町駅 - さくらんぼ東根駅 - 東根駅

### 記事本文